# Pajaka

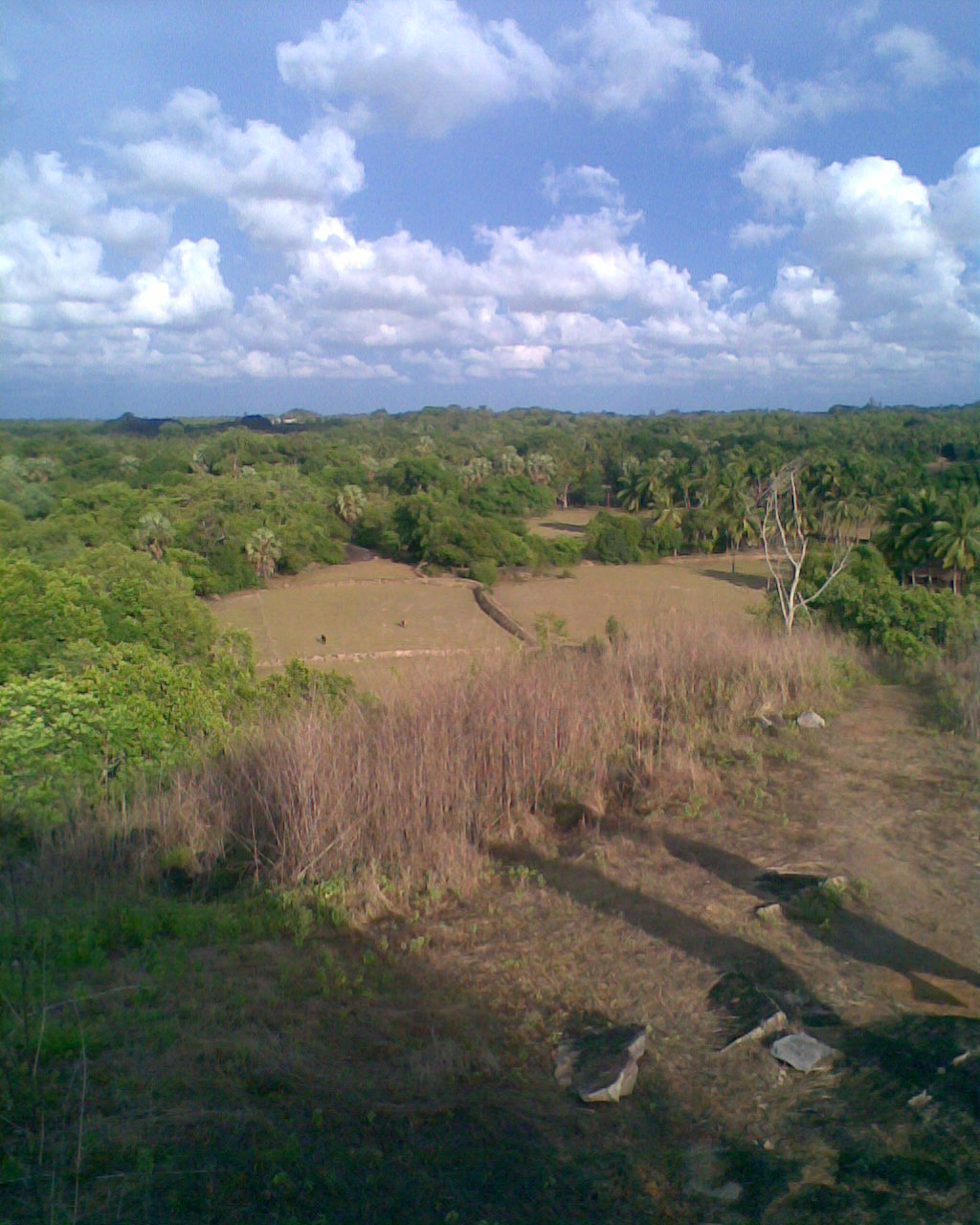
Pajaka.

Pajaka är en by i distriktet Udupi i den indiska delstaten Karnataka, och är belägen i regionen Tulu Nadu. Den andlige ledaren Madhva ska ha fötts där.